# Furnia
Furnia is een geslacht van rechtvleugeligen uit de familie sabelsprinkhanen (Tettigoniidae). De wetenschappelijke naam van dit geslacht is voor het eerst geldig gepubliceerd in 1876 door Stål.

## Soorten
Het geslacht Furnia omvat de volgende soorten:
- Furnia acuminata Brunner von Wattenwyl, 1891
- Furnia bakeri Karny, 1921
- Furnia exotica Brunner von Wattenwyl, 1878
- Furnia incerta Brunner von Wattenwyl, 1878
- Furnia insularis Stål, 1876
- Furnia malaya Stål, 1876